# Gare de Karakouba
 (novembre 2024).
Si vous disposez d'ouvrages ou d'articles de référence ou si vous connaissez des sites web de qualité traitant du thème abordé ici, merci de compléter l'article en donnant les références utiles à sa vérifiabilité et en les liant à la section « Notes et références ».
La gare de Karakouba (en ukrainien : Каракуба) est une gare du Réseau ferré de Donestk. Elle est située au nord-ouest de la ville de Kalmiouske en Ukraine.

## Situation ferroviaire
La ligne ferroviaire en provenance et vers Ilovaïsk s'y trouve.

## Histoire
La gare est un cul-de-sac sur la voie double Kouteïnikové - Karakouba, la ligne électrifiée se trouve sur la voie principale Gare d'Ilovaïsk - Kvachiné.